# Catathelasma imperiale
Catathelasma imperiale là một loài nấm trong họ Tricholomataceae.